# Saschkiw (Lwiw)
Saschkiw (ukrainisch Зашків; russisch Зашков Saschkow, polnisch Zaszków) ist ein Dorf in der westukrainischen Oblast Lwiw mit etwa 1400 Einwohnern.

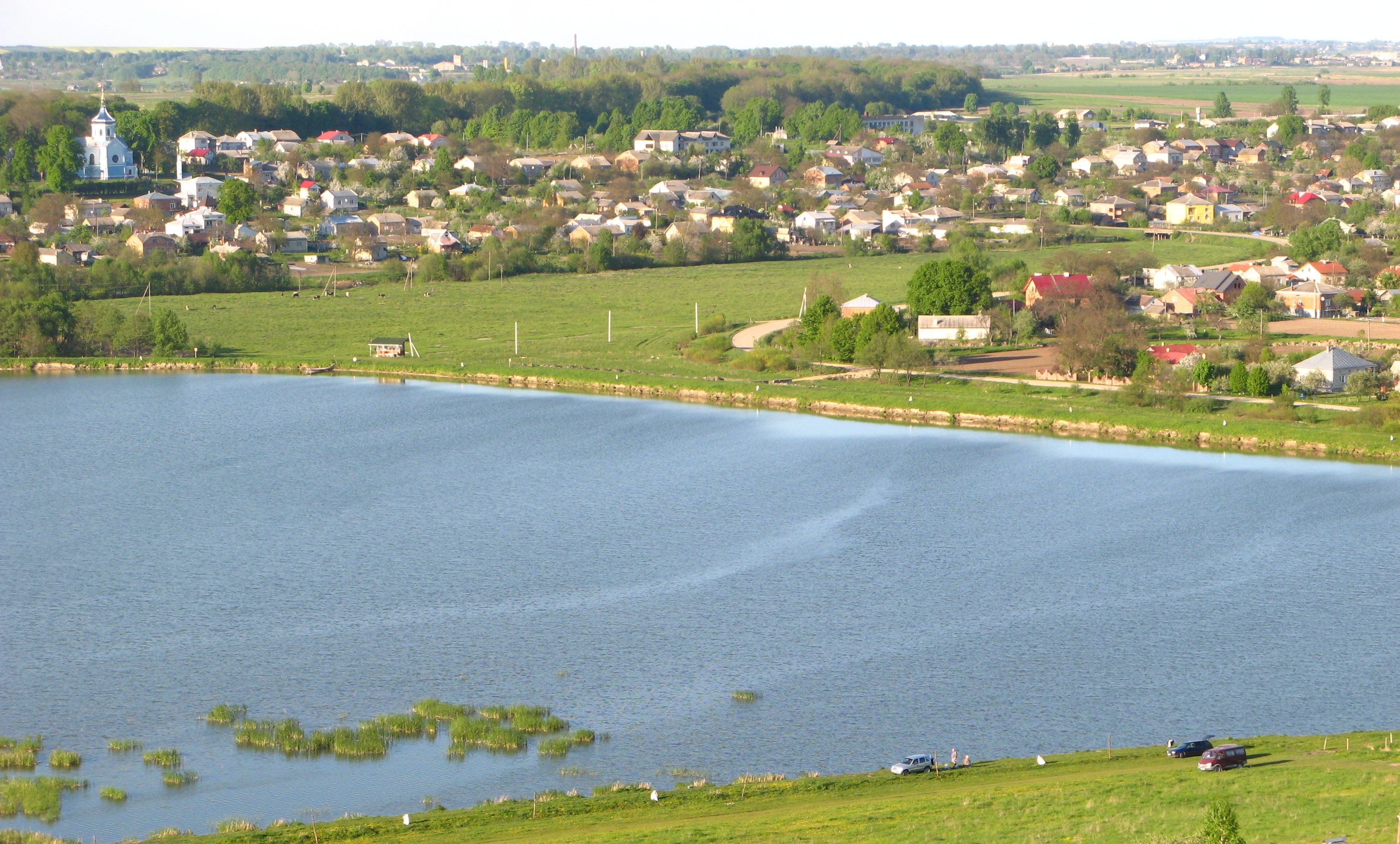
Blick auf den Ort

Am 12. Juni 2020 wurde das Dorf ein Teil der neu gegründeten Stadtgemeinde Lwiw im Rajon Lwiw, bis dahin bildete es zusammen mit den Dörfern Sarudzi (Зарудці) und Saryschtsche (Зарище) zur gleichnamigen Landratsgemeinde im Rajon Schowkwa.

## Geschichte
Der Ort wurde im Jahre 1377 als Zaskovicz erstmals urkundlich erwähnt, als er von Wladislaus II. von Oppeln, dem Statthalter in der „Rus“, mit Kostejiw (Kosczieiow), Krotoschyn (Krohoszin) und 4 Höfen in Merwytschi (Mervicz) den Dominikanern in Lemberg zugeteilt wurde. Im Jahre 1397 wurde Saszcovoo ins Deutsche Recht übertragen. Später wurde es als Zaschkow (1399), Zaczkow (1462), Zaszkow (1473, 1515), und so weiter, erwähnt. Der Name ist abgeleitet vom Vornamen des mutmaßlichen Urbesitzers Зашко/Zaszek (von Zacharias).
Der Ort gehörte zunächst zum Lemberger Land in der Woiwodschaft Ruthenien der Adelsrepublik Polen-Litauen. Bei der Ersten Teilung Polens kam das Dorf 1772 zum neuen Königreich Galizien und Lodomerien des habsburgischen Kaiserreichs (ab 1804).
Im Jahre 1900 hatte die Gemeinde Zaszków 240 Häuser mit 1508 Einwohnern, davon 1240 ruthenischsprachige, 229 polnischsprachige, 36 deutschsprachige, 1113 griechisch-katholische, 334 römisch-katholische, 49 Juden, 12 anderen Glaubens.
Nach dem Ende des Polnisch-Ukrainischen Kriegs 1919 kam die Gemeinde zu Polen. Im Jahre 1921 hatte sie 322 Häuser mit 1634 Einwohnern, davon 880 Ruthenen, 730 Polen, 1135 griechisch-katholische, 429 römisch-katholische, 70 Juden (Religion).
Im Zweiten Weltkrieg gehörte der Ort zuerst zur Sowjetunion und ab 1941 zum Generalgouvernement, ab 1945 wieder zur Sowjetunion, heute zur Ukraine.

## Sehenswürdigkeiten
- Griechisch-katholische Kirche, erbaut 1906;

## Persönlichkeiten
- Jewhen Konowalez (* 1891; † 1938), ukrainischer Nationalist, Politiker und Militärbefehlshaber der Ukrainischen Volksrepublik